# Racomitrium ptychophyllum
Racomitrium ptychophyllum là một loài Rêu trong họ Grimmiaceae. Loài này được (Mitt.) Mitt. mô tả khoa học đầu tiên năm 1867.